# Lasiodora fracta
Lasiodora fracta là một loài nhện trong họ Theraphosidae.
Loài này thuộc chi Lasiodora. Lasiodora fracta được Cândido Firmino de Mello-Leitão miêu tả năm 1921.